# Lo Arado
Lo Arado är en ort i Mexiko.   Den ligger i kommunen Casimiro Castillo och delstaten Jalisco, i den södra delen av landet, 600 km väster om huvudstaden Mexico City. Lo Arado ligger 300 meter över havet och antalet invånare är 3 617.
Terrängen runt Lo Arado är kuperad åt nordväst, men åt sydost är den platt. Runt Lo Arado är det ganska glesbefolkat, med 34 invånare per kvadratkilometer. Närmaste större samhälle är La Resolana, 10,6 km öster om Lo Arado. Omgivningarna runt Lo Arado är en mosaik av jordbruksmark och naturlig växtlighet.